# Castell de Vicfred
El castell de Vicfred està situat a l'altiplà que separa la conca del riu Llobregós de la del riu Sió. Una ubicació excel·lent per a vigilar els avanços de l'enemic. Vicfred marcava el límit entre el Comtat d'Urgell i el de Cardona. Avui dia veiem una residència senyorial però l'origen fou el d'un castell de frontera. És un monument protegit com a Patrimoni Arquitectònic Català del municipi de Sant Guim de la Plana (Segarra)

## Història
El Castell de Vicfred apareix esmentat per primera vegada l'any 1079, amb el nom de Bechfred, en una acta testamentària conservada en el bisbat de Solsona i atorgada per Ramon Mir (propietari del castell i conegut també amb el patronímic de Ramon Miró d'Aguda) cap a la seva muller Engèlsia, abans de pelegrinar a Santiago de Compostel·la.
L'any 1099 el nom de Vicfred apareix en la consagració de l'església de Guissona. Després de pertànyer a la família Mir, i de diverses etapes històriques, va passar al llinatge dels Ribelles en funció de governadors castlans. El 1179 apareix com propietari Gombau de Ribelles, casat amb Marquesa de Cabrera, senyora de Montsonís. Gombau de Ribelles, en el testament a la seva filla Sança de Llobera, canvia el nom del castell i s'hi refereix com a castrum de Becfreit. El castell romangué en mans de la família Ribelles i dels seus descendents, que van fer-hi diferents reformes, fins a mitjan segle xiv. A continuació, passà a les mans dels Cardona. El desembre del 1375 el rei Pere el Cerimoniós va instituir el comtat de Cardona i el castell de Vicfred és mencionat en el diploma reial. Com que els Cardona eren senyors de Torà, el castell de Vicfred constituïa un batlliu dins la batllia de Torà, a la vegueria de Cervera. En el fogatjament de 1381 comptava amb 9 focs. Els Cardona, emparentats amb els Medinaceli, el van conservar fins a l'extinció dels senyorius al segle xix. L'any 1998 el castell de Vicfred passa a ser propietat particular i es restaura.
Llegim en una placa de marbre del castell: «Sa Majestat Felip V va posar les seves reials plantes al castell l'any 1701. El pretendent al tron en Carles de Borbó es va hostatjar en ell, el 12 de juny de 1837 dia de la batalla de gra, acompanyat pel bisbe de Lleó. Sa Majestat Amadeu I de Savoia, en la seva marxa cap a l'exili l'any 1873, va passar la nit aquí».

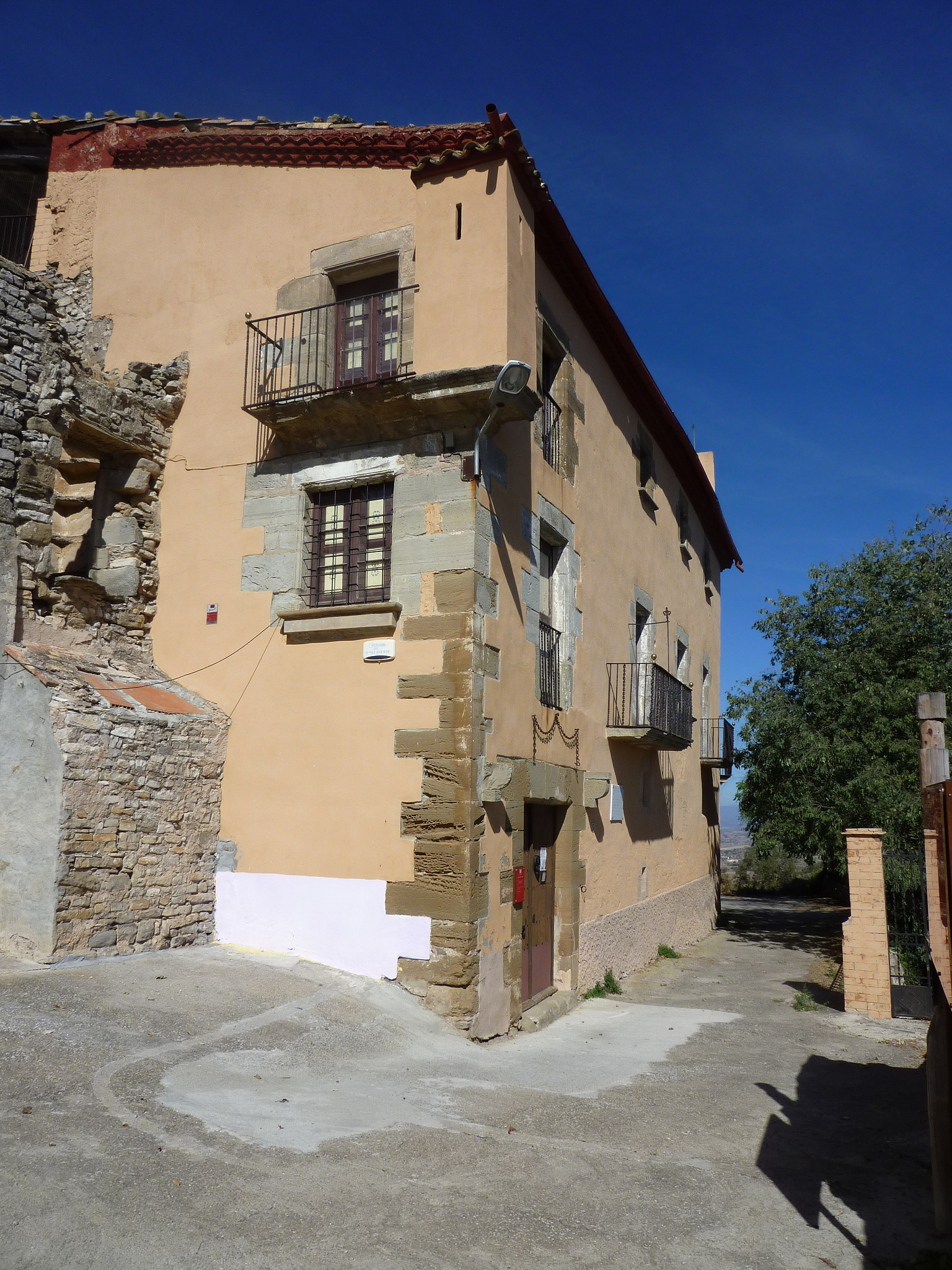
Castell de Vicfred

Penjat a l'entrada hi ha un tapís brodat a mà amb l'escut de Felip V i que en commemora l'estança del rei d'Espanya a Vicfred.

## Arquitectura
L'originari castell de Vicfred era molt més gran que el que avui podem veure: moltes de les restes de l'antiga construcció es troben dins de les cases del voltant. Primer va ser una torre de guaita i durant els segles XVII- xviii i xix es va transformar en una casa senyorial. Es conserva una torre molt modificada, de planta quadrada i coronada amb merlets. Dels segles XIV-XV es troben restes a la façana de llevant i a la planta baixa, on hi ha una sala coberta amb embigat i dos grans arcs diafragma.
A l'altra banda d'un d'aquests arcs s'hi troba la masmorra excavada sota una roca i concebuda com un veritable ergàstul, un forat sense més ventilació que la reixa d'entrada.
A la planta baixa hi ha l'entrada al passadís secret que comunica encara avui el castell amb les cases de l'altra banda del carrer.